# Makrobiotika
Mákrobiótika oziroma veležitje je nauk o podaljševanju življenja. Temelji na samospoznavanju in dojemanju človekove povezanosti z življenjskim okoljem in tega, kako na človekovo bitje in življenje vplivajo hrana in njegove življenjske navade. S tem, ko vsak posameznik izbira, kaj je, in privzema sebi lastne življenjske navade, okolje odločilno vpliva na njegovo bit in zdravje, zato se v makrobiotiki poudarja pomen zdrave prehrane in življenjskih navad.

## Zgodovina
Izraz makrobiotika je grškega izvora: 'makro' (grško velik) in bios (grško življenje). Samo poimenovanje naj bi uvedel Hipokrat, oče zahodne medicine. V preteklosti so duhovni modreci spoznali, da hrana ne le ohranja človeka pri življenju, temveč mu omogoča živeti zdravo in srečno. Svoja spoznanja so zapisovali v verske in zdravstvene spise (Manujev zakonik, Nej džing, Hon so komok (prva knjiga o zdravilnih zeliščih) , Prehranjevanje v skladu z zenom).
V devetnajstem stoletju je Sagen Išizuka, vojaški zdravnik, postavil temelje o prehrani in zdravilstvu, ki je temeljila na izročilu Daljnega vzhoda o prehranjevanju. Njegovo zdravljenje temelji na petih osnovnih načelih:
- hrana je temelj zdravega in srečnega življenja
- osnovni kemični prvini v hrani sta natrij in kalij, ki se medsebojno dopolnjujeta in si nasprotujeta; odločilno vplivata na krepčilno-svežilno kakovost hrane.
- žito je glavno človekovo živilo
- hrana naj ne bo osiromašena (rafinirana), temveč celostna in naravna
- uživa naj se hrana iz okoliških krajev in vsaka v svojem letnem času.

Makrobiotika na Slovenskem
Dr. Matija Prelog je leta 1864 prevedel in v samozaložbi izdal "Makrobiotiko", ki jo je napisal nemški zdravnik Christof Hufeland. Njegova želja je bila, da bralci knjige dosežejo tako dolgo življenje, kot tudi da ljudje postanejo bolj moralni.

## Priporočila
Priporočljivo je redno hranjenje poljubnih količin, vendar naj bodo ti dnevni obroki znotraj predlaganih smernic. Hrano se temeljito prežveči in se je ne je tri ure pred spanjem. Hrano se pravilno toplotno obdela in se jo zaužije z ljubeznijo.

### Vsakodnevna prehrana
- 50% do 60% polnovrednega žita v zrnju (pšenica, rjavi riž, prosena kaša, oves, rž, koruza, ječmen, pira, ajdova kaša itd.) Pripravlja naj se kuhano ali na druge načine, vendar naj se večina obrokov sestoji iz polnovrednega žita v zrnju.
- 5% do 10% juhe , pripravljene z zelenjavo, algami (vakama, komba), stročnicami. Začini naj se s kuhalnimi začimbami (miso, soja, tamarij) in z morsko soljo.
- 20% do 30% zelenjave , po možnosti naravno pridelane, prilagojene letnemu času. Zelenjava za dnevno rabo je zelena listnata zelenjava (zelje, ohrovt, por, gorjušica, peteršilj, vodna kreša, bučke, brokoli, buče, cvetača, čebula, repa itd.). Zelenjava se pripravlja na različne načine: pari, kuha, duši, praži.
- 5% do 10% stročnic in morskih alg (stročnice: azuki, čičerika, rjava leča, tofu, tempeh, alge: norja, vakama, komba, hizika, arama). Alge se pripravljajo na različne načine: kuhajo se s stročnicami ali z zelenjavo, v juhah ali kot prikuha, začinjajo z zmerno količino šoja (tamarija, morske soli, umeboše itd.
- pijača, ki je priporočljiva vsakodnevno, je bančaj, zvarek iz praženega rjavega riža in zvarek iz praženega ječmena.
- začimbe za kuhanje izboljšujejo vonj in okus, dodajajo se v zmernih količinah. Kuhalne začimbe za vsakodnevno rabo so neosiromašena morska sol, ki vsebuje ravnovesje rudnin, miso, naravni šojo in tamari. Olje za kuhanje naj bo le rastlinsko (nerafinirano sezamovo olje in surovo koruzno olje)
- namizne začimbe omogočajo raznovrstnost okusa in zadostijo željam posameznika. Priporočajo se gomašijo, marelica umeboša, zelenjavna začimba teka, praženi kosmiči alge norje, umebošni kis itd.
- kvašenci (fermentirana živila), pripravljeni iz prvovrstnih sestavin, se v malih količinah uživajo skupaj z dnevnimi obroki. Priporočajo se razni kvašenci, recimo kislo zelje, kisla repa ter s šojem, z misom in umebošo pripravljeni kvašenci.

### Občasna prehrana
- ribe in morsko hrano (sveže, nemastne bele ribe enkrat do dvakrat na teden (kambala, polenovka, morski list). Bolj mastne, rdeče, plave ribe ter školjke in raki se uživajo bolj poredko.)
- sadje (sušeno in kuhano 2-3 krat na teden). Sadje naj bo pridelano ekološko; ker živimo v območju z zmernim podnebjem, se je najbolje odreči sadju iz tropskih krajev. Odsvetuje se pogosto pitje sadnih sokov.
- semena in jedrca (bučno seme, sezamovo seme, sončnično seme, mandlji, orehi, lešniki, koruzna pokovka)
- naravno sladki priboljški in prigrizki se lahko uživajo enkrat tedensko. Pripravljajo naj se iz kakovostnih sestavin (brez jajc, prečiščene moke ali mlečnih izdelkov) in sladijo z žitnimi sladili (amazaki, ječmenovo sladilo, rižev sirup).

## Preventiva in zdravljenje bolezni
Trenutne prehranjevalne navade zahodne civilizacije in premalo telesne aktivnosti vodijo v epidemijo debelosti in opazno povečanje števila primerov  diabetesa tipa 2 ter ostalih kroničnih bolezni. Skrbno načrtovana makrobiotska prehrana kot del zdravega načina življenja bi lahko bila učinkovita metoda za  preprečevanje debelosti, bolezni srca in ožilja, sladkorne bolezni ter raka. Lahko je alternativa ali komplementarna terapija za že bolne ljudi. Vsekakor so potrebne še dodatne preiskave za potrditev tega, saj empiričnih dokazov ni dovolj. Obstajajo le izpovedi posameznih ljudi, ki so ozdraveli s takim načinom življenja.,

### Rak
V zadnjem času postaja makrobiotika vse bolj priljubljena alternativna terapija za rakave bolnike. S spremenjenim načinom življenja lahko ozdravijo, omilijo simptome, ki zmanjšujejo kvaliteto življenja. Lahko je tudi kot preventiva. Torej za to je potrebno pravilno prehranjevanje, povečana fizična aktivnost, izogibanje stresu, pesticidom, herbicidom in ostalim kemikalijam ter elektromagnetnemu sevanju.
V makrobiotski prehrani ni velikokrat na jedilniku mlečnih izdelkov, če pa so, morajo imeti čim manjšo vsebnost maščob. To znižuje tveganje za raka želodca, prostate, ledvic ter jajčnikov. Nižji vnos jajc zmanjšuje tveganje za raka debelega črevesja, zadnjika in jajčnikov. Uživanje polnozrnatih izdelkov lahko prepreči raka debelega črevesja, zadnjika,  želodca in maternice. Povečan vnos zelenjave je povezan z zniževanjem tveganja za nastanek raka želodca, grla, pljuč, ustne votline, maternice, trebušne slinavke in debelega črevesja. Zmanjšano uživanje rdečega in predelanega mesa je povezano z nižjim tveganjem za raka debelega črevesja, zadnjika in prostate. Zaradi nižjega vnosa kalcija je zmanjšano tveganje za raka prostate. Izoflavoni iz soje in ostalih živil imajo šibke estrogenske lastnosti in naj bi zniževali tveganje za nastanek raka dojk. Ni povsem znano, pod kakšnimi pogoji imajo fitoestrogeni zaščitne oziroma spodbujajoče vplive na razvoj raka.,

### Bolezni srca in ožilja
Vnos mlečnih izdelkov, jajc, enostavnih sladkorjev, soli ter  alkohola je zmanjšan. Uživa  se pusto meso, čeprav bolj poredko, čim večje količine zelenjave ter ostalih živil, ki so bogate z vlakninami. Vse to ugodno vpliva na zmanjševanje krvnega pritiska in holesterola v krvi. S tem se znižuje tveganje za srčnožilne bolezni.

### Diabetes
Z visokim vnosom vlaknin in sestavljenih ogljikovih hidratov ter nizkim vnosom enostavnih sladkorjev je prav tako možno obvladovati diabetes tipa 2. To pomeni znižanje odmerka ali prenehanje jemanja peroralnih antidiabetikov, zmanjšanje teže, znižanje krvnega pritiska ter vsesplošno boljše počutje.

## Tveganja
Drastična izguba telesne mase ter pomanjkanje vitaminov (kobalamin, riboflavin, vitamin D) in mineralov (kalcij, magnezij,cink in železo) zaradi restriktivne  diete. To je zaskrbljujoče, še posebej v primeru, ko se otrok prehranjuje po načelu makrobiotike, ki ni dovolj skrbno načrtovana, kar ga omejuje pri rasti in razvoju. Po drugi strani, obstaja teorija, da naj bi bil ravno nizek vnos kalorij delno odgovoren za domnevno ozdravitev pri rakavem obolenju.,